# Monte Archanda
O Monte Archanda (em basco: Artxanda mendia) é uma das duas pequenas cadeias montanhosas que delimitam o município de Bilbau, no País Basco espanhol, (a outra é a do Pagasarri). É a mais baixa das duas (pouco menos de 300 metros), a mais próxima do centro e a que foi mais urbanizada. O passo de Santo Domingo separa a parte principal de Archanda do Monte Avril, com 400 m de altitude
O Archanda é uma das atrações turísticas de Bilbau, popular pelas suas vistas sobre a cidade, os seus espaços verdes, prática de desportos e restaurantes. O monte é servido pelo Funicular de Archanda, um serviço gerido pelo governo municipal.